# Норвежский лес (фильм)
«Норвежский лес» (яп. ノルウェイの森 Норувэй но мори) — кинофильм французского режиссёра вьетнамского происхождения Чан Ань Хунга, экранизация одноименного романа Харуки Мураками.

## Сюжет
Действие происходит в 60-е годы двадцатого века. Студент Тору Ватанабэ после самоубийства своего друга Кидзуки уезжает учиться в Токио. Через некоторое время он встречает бывшую девушку Кидзуки — Наоко, с которой близко сходится. Она не может оправиться от гибели Кидзуки и попадает на реабилитацию в горный пансионат. Ватанабэ встречает другую девушку по имени Мидори.

## В ролях
- Ринко Кикути — Наоко
- Кэнъити Мацуяма — Тору Ватанабэ
- Кико Мидзухара — Мидори
- Тэцудзи Тамаяма — Нагасава
- Кэнго Кора — Кидзуки
- Рэйка Кирисима — Исида Рэйко
- Эрико Хацунэ — Кадзуми
- Сигэсато Итои — профессор
- Харуоми Хосоно — владелец музыкального магазина
- Юкихиро Такахаси — охранник

## Саундтрек
Помимо оригинальной музыки Джонни Гринвуда и титульной песни «Norwegian Wood» группы The Beatles, в фильме звучат композиции группы Can «Mary, Mary, So Contrary», «Bring Me Coffee or Tea», «Don’t Turn the Light On, Leave Me Alone» и «She Brings The Rain», «Indian Summer» группы The Doors (песня не вошла в альбом с саундтреком).

## Награды и номинации
- 2010 — участие в основном конкурсе 67-го Венецианского кинофестиваля[2]
- 2010 — приз Muhr AsiaAfrica Award за лучшую музыку на Дубайском кинофестивале (Джонни Гринвуд)
- 2011 — приз ФИПРЕССИ на Стамбульском кинофестивале (Чан Ань Хунг)
- 2011 — премия Asian Film Awards за лучшую операторскую работу (Марк Ли Пинбин)
- 2011 — две номинации на премию Asian Film Awards: лучшая актриса (Ринко Кикути), лучшие костюмы (Люгерн Йен Кхе)